# Аманат
Аманат (каз. Аманат, Amanat; у преводу Светло отаџбине) је највећа политичка странка у Казахстану, са преко 762.000 чланова. Њен лидер је од 2007. до 2019. био дугогодишњи председник Нурсултан Назарбајев..

## Историјат
Претеча странке била је странка Отан (Отаџбина), основана фебруара 1999. уједињењем неколико других провладиних странака. Програм странке изричито је подупирао власт и политику председника Нурсултана Назарбајева.
Странка је на изборима 2004. освојила 42 од тадашњих 77 посланичких места у парламенту Казахстана. Спајањем са странком Асар 2006. (странка Назарбајевљеве кћерке Дариге Назарбајеве), број посланичких места Отана повећан је на 46 од 77.
Децембра 2006. објављено је да се Грађанска странка и Земљорадничка странка спајају с Отаном, чиме је број њихових седишта у парламенту нарастао на 57 од 77.
На страначком конгресу 22. децембра 2006, странка је променила име у Аманат.
На парламентарним изборима 2007. године, Аманат је освојио 83 од 108 посланичких места.
Политика странке се темељи на принципу тзв. великог шатора, односно окупљања различитих идеолошких групација у једну странку с циљем обезбеђења политичке стабилности државе.